# Igby Rigney
Igby Rigney (Los Angeles, 6 giugno 2003) è un attore statunitense conosciuto per i ruoli in The Midnight Club e Midnight Mass. 

## Filmografia

### Cinema
- Joe Bell, regia di Reinaldo Marcus Green (2020)
- Fast & Furious 9, regia di Justin Lin (2021)
- Southern Gothic, regia di Tom Schulman (2022)

### Televisione
- Blue Bloods – episodio 8x19 (2018)
- Midnight Mass – miniserie TV, 7 episodi (2021)
- The Midnight Club – serie TV, 10 episodi (2022)
- The Sex Lives of College Girls – episodio 2x03 (2022)
- La caduta della casa degli Usher (The Fall of the House of Usher) – miniserie TV, 3 episodi (2023)

### Cortometraggi
- Last Summer with Uncle Ira, regia di Katie Ennis e Gary Jaffe (2020)

## Doppiatori italiani
Nelle versioni in italiano delle opere in cui ha recitato, Igby Rigney è stato doppiato da:
- Matteo Garofalo in Joe Bell,[2] Midnight Mass,[3] La caduta della casa degli Usher[4]
- Giulio Bartolomei in The Midnight Club,[5] Grey's Anatomy[6]